# أندرو هولبرووك
أندرو هولبرووك (بالإنجليزية: Andrew Holbrook) هو فنان قتال مختلط أمريكي، ولد في 6 فبراير 1986 في أدريان في الولايات المتحدة.

## وصلات خارجية
- أندرو هولبرووك على موقع يو إف سي (الإنجليزية)
- أندرو هولبرووك على موقع شيردوغ (الإنجليزية)
- أندرو هولبرووك على موقع Tapology.com (الإنجليزية)
- أندرو هولبرووك على موقع IMDb (الإنجليزية)